# Dragan (priimek)
Dragan je priimek v Sloveniji, ki je ga po podatkih Statističnega urada Republike Slovenije na dan 1. januarja 2024 uporabljalo 308 oseb in je med vsemi priimki po pogostosti uporabe uvrščen na 1249. mesto. Največ ljudi s tem priimkom, 180, živi v Jugovzhodni Sloveniji, kjer je priimek uvrščen na 96. mesto po pogostnosti.

## Znani nosilci priimka
- Alojz Dragan, partizan
- Anja Dragan (* 1989), modna oblikovalka
- Barbara Dragan, konservatorka-restavratorka
- Dejan Dragan, prof.
- Franc Dragan (1909-1980), partizan prvoborec
- Marjan Dragan, policist, veteran
- Nada Carevska (r. Dragan, 1922–2011), pesnica, prevajalka
- Nuša Ana Dragan (1943–2011), videastka, filmska igralka, scenaristka, režiserka
- Rok Dragan, grafični oblikovalec, digitalni ilustrator
- Srečo Dragan (* 1944), videast, novomedijski umetnik, prof. ALUO
- Tristan Dragan, snemalec (direktor fotografije)
- Valter Dragan (* 1965), igralec
- Zvone Dragan (* 1939), ekonomist, politik, diplomat